# 쇼미더럭키짱!
쇼미더럭키짱!은 박태준과 김성모가 2021년 11월 2일부터 네이버 웹툰에 연재 중인 웹툰이다.

## 특징
박태준이 김성모와 같이 《럭키짱》이라는 소재를 이용하여 제작한 만화로, 글은 박태준이 작성하고 그림만 김성모가 제작하는 방식으로 연재했다. 박태준은 《쇼미더럭키짱!》에서 김성모 어록과 개그소재를 최대한 활용하며 여기에 박태준 특유의 센스까지 가미하는 등 원작 럭키짱에 코메디 부분을 극대화하여 많은 인기를 얻고 있다. 